# Каллимах, Филипп
Филиппо Буонаккорси (итал. Filippo Buonaccorsi, прозванный Филипп Каллимах, итал. Filip Callimachus, лат. Philippus Callimachus Experiens; 1437, Сан-Джиминьяно — 1 ноября 1496, Краков) — итальянский дипломат и публицист, нашедший убежище от гонений римского папы в Польше; первый биограф философа и гуманиста Григория Сяноцкого.
Ученик Помпония Лета, вместе с которым основал академию, где имел прозвище Callimaco esperiente (Callimachus experiens). В результате заговора против папы Павла II вынужден был бежать в Польшу, где был секретарём королей Казимира IV и Яна I Ольбрахта, но навлёк на себя ненависть польского дворянства, обвинившего его во внушении королю абсолютистских идей.
Поддерживал отношения с Марсилио Фичино, Пико делла Мирандола и Лоренцо Медичи; писал на латинском языке.
Похоронен в краковской базилике св. Троицы.

## Сочинения
- Биографии Збигнева Олесницкого и Григория Сяноцкого;
- «Historia de rege Vladislao, seu clade Varnensi» (Аугсбург, 1519);
- «Attila» (Тревизо, около 1479, польский перевод, Краков, 1574);
- «Libellus de his quae a Venetis tentata sunt, Persis ac Tartris contra Turcos movendis» (Гагенау, 1533).
- «Vita et mores Sbignei Cardinalis»[3]